# Py (Francia)
Py (in catalano Pi de Conflent) è un comune francese di 97 abitanti situato nel dipartimento dei Pirenei Orientali nella regione dell'Occitania.

## Società

### Evoluzione demografica
Abitanti censiti